# АЕС Куяви
Куявська атомна електростанція (пол. Elektrownia Jądrowa Kujawy) — третя запланована атомна електростанція Польщі. Вона мала розташуватися біля села Бобровники на річці Вісла, поблизу Влоцлавека. Плани будівництва електростанції були скасовані після 1989 року, але в 21 столітті це місце було обрано як одне з можливих місць для першої в Польщі атомної електростанції. Валова потужність електростанції мала становити 4000 МВт. Куявська атомна електростанція мала бути структурно подібною до атомної електростанції Темелін.

## Історія
Польський уряд почав планувати виробництво електроенергії з ядерної енергії в 1956 році. У 1980-х роках існували плани будівництва близько п'яти атомних електростанцій. Однією з них була Куявська атомна електростанція, яка мала стати третьою атомною електростанцією в Польщі. Першою мала бути атомна електростанція Жарновець, а другою Варта.
Куявська електростанція мала мати чотири реактори з водою під тиском ВВЕР-1000/320 валовою електричною потужністю 1000 МВт кожен. Котли під тиском мали виготовлятися в Чехословаччині на тодішній державній компанії Škoda Plzeň в рамках РЕВ, а турбіни мали бути виготовлені компанією в Польщі.
Точний рік введення в експлуатацію невідомий. У розкладі на 1981 рік зазначено, що перший енергоблок мав бути введений в експлуатацію в 1991 році, але дуже ймовірно, що цей рік було відкладено, оскільки підготовчі роботи на майданчику навіть не почалися, на відміну від атомної електростанції Варта, де очікувалося ввести в експлуатацію в 1994 або 1996 рр. Якби будівництво почалося незабаром після 1990 р., станція могла би запрацювати до 2000 р.

## Informace o reaktorech
| Реактор | Тип реактора  | Продуктивність | Продуктивність | Початок будівництва | Підключення до мережі                              | Введення в експлуатацію                            | Закриття |
| Реактор | Тип реактора  | Нетто          | Брутто         | Початок будівництва | Підключення до мережі                              | Введення в експлуатацію                            | Закриття |
| ------- | ------------- | -------------- | -------------- | ------------------- | -------------------------------------------------- | -------------------------------------------------- | -------- |
| Куяви-1 | ВВЕР-1000/320 | 950 МВт        | 1000 МВт       | після 1990 року     | Заплановане будівництво було скасовано у 1989 році | Заплановане будівництво було скасовано у 1989 році |          |
| Куяви-2 | ВВЕР-1000/320 | 950 МВт        | 1000 МВт       | після 1990 року     | Заплановане будівництво було скасовано у 1989 році | Заплановане будівництво було скасовано у 1989 році |          |
| Куяви-3 | ВВЕР-1000/320 | 950 МВт        | 1000 МВт       | після 1990 року     | Заплановане будівництво було скасовано у 1989 році | Заплановане будівництво було скасовано у 1989 році |          |
| Куяви-4 | ВВЕР-1000/320 | 950 МВт        | 1000 МВт       | після 1990 року     | Заплановане будівництво було скасовано у 1989 році | Заплановане будівництво було скасовано у 1989 році |          |